# Rosalía Julián
Rosalía Julián Tato (Ciudad de México, 4 de abril de 1931) es una cantante y actriz mexicana. 

## Biografía y carrera

### 1931-1938: primeros años
Rosalía Julián Tato nació el 4 de abril de 1931 en Ciudad de México, siendo hija de Julio Julián Zumelaga y Araceli Tato de la Fuente Ortiz, así como hermana de Araceli Julián Tato y Elena Julián Tato. En 1935, nació su hermano menor, Julio Alejandro Julián Tato de la Fuente.

### 1938-1955: incursión musical y actoral
En 1938, con el apoyo de su tío Alfredo Tato, se inscribió como cantante junto a sus hermanas Araceli y Elena en La hora del calcetín eterno, un programa de radio emitido por la estación XEW. Habiendo sido bien recibidas por la audiencia, las tres formaron el trío musical de bebop, bolero, música tropical, rock and roll y swing, «Las Hermanas Julián», y en 1941, contando con 10 años, Araceli con 12, y Elena con 11, les ofrecieron un contrato para unirse a la XEW y cantar con la Orquesta de Juan García Esquivel. Este último la dirigió musicalmente en 1947, año en que ella y sus hermanas se unieron a Gustavo Rojo y Manolo Fábregas para formar la agrupación «El quinteto moderno», la cual se desintegró al poco tiempo por los itinerarios profesionales de sus miembros. De igual forma en 1947, las hermanas Julián tuvieron la oportunidad de darse a conocer en los medios al aparecer en un acto musical de La última noche, una película perteneciente a la Época de Oro del cine mexicano, que se estrenó en 1948.
En 1949, mientras se encontraba en la firma de un contrato para presentarse junto a sus hermanas en el teatro Follies, conoció al actor, cantante y comediante Germán Valdés «Tin Tan», a quien admiraba artísticamente. Este le hizo un cumplido en el que resalto su belleza física, diciéndole: «Qué chula se está poniendo, señorita Julián». Dicho piropo hizo que se enamorara al instante de él, por lo que el mismo año iniciaron una relación amorosa, aún cuando Valdés aún se encontraba casado con Micaela Vargas, de quien se divorció en 1955. Gracias a su noviazgo, el actor la integró a ella y a sus hermanas como acto musical en otras producciones y en algunos de sus filmes, participando en títulos como Negra consentida (1949), El diablo no es tan diablo (1949), Pobre corazón (1950), La marca del zorrillo (1950), El desalmado (1950), Las locuras de Tin-Tan (1952), La hija del ministro (1952), y Me traes de un ala (1953).
En 1953, consiguió su primer papel actoral en la cinta, La isla de las mujeres, seguida por La segunda mujer del mismo año, El enmascarado de plata de 1954, y Los líos de Barba Azul de 1955. En este último año las hermanas Julián lanzaron su único álbum conocido titulado, Hermanas Julián de Colección.

### 1956-1973: matrimonio con Germán Valdés
El 9 de mayo de 1956, contrajo matrimonio con Germán Valdés, coincidiendo con el año de lanzamiento de otra de las películas que grabaron juntos, El médico de las locas. Su unión provocó la separación de las hermanas Julián, ya que el mismo año Rosalía tomó la decisión de solo hacer apariciones artísticas esporádicamente. Con Germán procreó dos hijos, Carlos Valdés Julián nacido cerca de 1957, con quien participó en su último filme, El capitán Mantarraya de 1970, y Rosalía Valdés Julián nacida en 1958, que tuvo una breve carrera como actriz y cantante de la que se retiró en 1986.
Luego de la muerte de Marcelo Chávez ocurrida el 14 de febrero de 1970, con quien su esposo llevaba una larga amistad y realizaba una rutina musical, de 1971 a 1973, lo apoyó en su último proyecto profesional, presentando Tin Tan y su costilla, una dupla musical similar a la que tenía con Marcelo. Juntos hicieron presentaciones en teatros y televisión de México, en Puerto Rico, y en escenarios de Chicago y Nueva York en Estados Unidos. Germán padeció de hepatitis controlada durante varios años, hasta que en octubre de 1972 su salud comenzó a deteriorase. Después de asistir a una revisión médica acompañado por Rosalía, el doctor que lo atendió le informó en privado a esta última que a su esposo solo le quedaban ocho meses de vida. Ella decidió no decirle esto a Valdés con la finalidad de que pudiera disfrutar sus últimos días con tranquilidad. El 29 de junio de 1973, falleció a los 57 años de edad, a causa de un coma hepático.

### 1973-2015: retiro y vida posterior
Tras la muerte de Germán, se retiró definitivamente del medio artístico, y solo fue en 1976 que tuvo un momentáneo regresó en televisión con el programa La bella época, en el que hizo algunas presentaciones musicales junto a sus hermanas. Años después, se convirtió en la última sobreviviente de sus tres hermanos, ya que Elena falleció en 1985, Araceli en 1993, y Julio en 1997.
En fecha desconocida, su hija Rosalía Valdés contrajo matrimonio con el estadounidense Russel Phillips, con quien emigró a Estados Unidos para establecerse en el estado de Colorado, donde Julián también fue llevada a vivir. En 2005, apareció hablando sobre Germán en una película documental póstuma que se le hizo titulada, Ni muy, muy... ni tan, tan... simplemente Tin Tan.
Pasando sus días de retiro viviendo con la familia de su hija en Colorado, en 2015, esta la homenajeó a ella y a Germán publicando el libro Tin Tan: todo por amor, una obra biográfica sobre sus vidas y carreras.

## Discografía

### Álbumes
| Año  | Título                       | Discográfica |
| 1955 | Hermanas Julián de Colección | De colección |

## Filmografía

### Cine
| Año  | Título                                            | Papel                 | Notas                                  |
| ---- | ------------------------------------------------- | --------------------- | -------------------------------------- |
| 1948 | La última noche                                   | Cantante              | Acreditada como Trío Hermanitas Julián |
| 1949 | Negra consentida                                  | Cantante              | Acreditada como Hermanitas Julián      |
| 1949 | El diablo no es tan diablo                        | Cantante              | Acreditada como Hermanas Julián        |
| 1950 | Pobre corazón                                     | Cantante              | No acreditada                          |
| 1950 | La marca del zorrillo                             | Cantante              | No acreditada                          |
| 1950 | El desalmado                                      | Cantante              | No acreditada                          |
| 1952 | Las locuras de Tin-Tan                            | Personaje desconocido | No acreditada                          |
| 1952 | La hija del ministro                              | Cantante              | No acreditada                          |
| 1953 | Me traes de un ala                                | Cantante              | No acreditada                          |
| 1953 | La isla de las mujeres                            | Taroa                 | Acreditada como Hnas. Julián           |
| 1953 | La segunda mujer                                  | Mirta                 |                                        |
| 1954 | El enmascarado de plata                           | Cantante              | No acreditada                          |
| 1955 | Los líos de Barba Azul                            | María, sirvienta      |                                        |
| 1956 | El médico de las locas                            | Gloria                |                                        |
| 1958 | Música de siempre                                 | Personaje desconocido |                                        |
| 1970 | El capitán Mantarraya                             | Luz María             |                                        |
| 2005 | Ni muy, muy... ni tan, tan... simplemente Tin Tan | Ella misma            | Documental                             |

### Televisión
| Año  | Título         | Papel      | Notas                                         |
| ---- | -------------- | ---------- | --------------------------------------------- |
| 1976 | La bella época | Ella misma | Presentaciones musicales junto a sus hermanas |